# 김희진 첫사랑
'첫사랑'{뮤직비디오}은 2024년 9월 11일 발매한 김희진 디지털 싱글 앨범에 수록곡된 곡이다 

## 첫사랑 노래
김희진의 '첫사랑'은 2024년 9월 11일에 발표된 포크 음악으로, 베스트셀러 작가 강원석 시인의 감미로운 가사와 싱어송라이터 추가열의 감성적인 멜로디가 조화를 이루고 있다.
 
이 곡은 첫사랑에 대한 그리움과 행복했던 추억을 아련하면서도 따뜻하게 표현하며, 김희진 특유의 맑고 청아한 음색이 돋보인다.

노래 가사는 첫사랑의 설렘과 함께 삼랑진 철길 위에서 함께 걷던 기억, 그리고 시간이 흐른 후에도 그 시절을 아름답게 회상하는 내용을 담고 있다.
 
뮤직비디오 영상은 유튜브와 김희진 팬카페, 밴밴드 등에서 만나볼 수 있으며, 음원은 주요 음원사이트에서 스트리밍으로 감상하거나 MP3로 내려받을 수 있다.
  음반은 디지털 싱글 앨범으로 쿠킹뮤직에서 발매되었으며, 2025년 4월 3일에 발매된 '김희진 베스트' USB 앨범에 수록되었다.

## 가수김희진
가수 김희진은 제주특별자치도 서귀포시에서 태어났으며, 전주대학교 연극영화학과 학사 과정, 단국대학교 대학원 공연예술학과 석사 과정을 졸업했다.
2000년에 그룹 '라나 에 로스포'에서 '사랑은'이라는 곡을 발표해 가수로 데뷔하였다. 

2003년 솔로가수로 전향하여 1집 앨범 '꿈을 꾸는여인'을 발표하였고 이후에도 많은 음반과 곡을 발표하며 중견 가수로서 활동을 계속하고 있다.

2012년과 2022년에 대한민국 연예예술상 여자 포크싱어상을 수상하였으며, 제주도로부터 '제주를 빛낸 예술인'에 선정되었다.

2021년 대한가수협회 이사로 선출되었다.

2024년 9월부터 BBS 라디오에서 '김희진의 음악편지'라는 프로그램을 진행하고있다.

## 김희진의 2024년 발표 작품
첫사랑 (강원석 작사 추가열 작곡)

봄바람 (김희진 작사 작곡)

## 첫사랑 가사
동그란 너의 눈빛이 날 보고 말을 걸어와

별빛이 숨어 있을까 보고 또 바라보았죠

떨리는 너의 목소리 마음이 설레고 설레

얼굴이 발그레지면 가슴이 두근거렸죠

그렇게 사랑했는데 그렇게 행복했는데

꽃잎처럼 향기로웠던 그 시절이 그리워져요

우리가 함께 걸었던 삼랑진 철길 위에는

빨갛게 노을이 지고 옛사랑이 생각나요

세월이 흐르고 흘러 그 옛날이 떠오르면

그대여 눈물 대신에 한 번쯤은 웃어 보세요

눈부시게 아름다웠던 우리가 사랑한 날들

바람 따라 떠나가 버린 우리의 첫사랑이여

그렇게 사랑했는데 그렇게 행복했는데

꽃잎처럼 향기로웠던 그 시절이 그리워져요

우리가 함께 걸었던 삼랑진 철길 위에는

빨갛게 노을이 지고 옛사랑이 생각나요

빨갛게 노을이 지고 옛사랑이 생각나요